# Голец (Караш-Северин)
Голец (рум. Goleț) насеље је у Румунији у округу Караш-Северин у општини Букошница. Oпштина се налази на надморској висини од 308 m.

## Прошлост
Аустријски царски ревизор Ерлер је 1774. године констатовао да место припада Тамишком округу, Карансебешког дистрикта. Становништво је било претежно влашко. У месту је православна парохија која припада Карансебешком протопрезвирату. Парох поп Василије Богојевић опслужује и место Букошницу.

## Становништво
Према подацима из 2002. године у насељу је живело 600 становника, од којих су сви румунске националности.